# Eutelia clarirena
Eutelia clarirena är en fjärilsart som beskrevs av Shigero Sugi 1982. Eutelia clarirena ingår i släktet Eutelia och familjen nattflyn. Inga underarter finns listade i Catalogue of Life.